# Portia fimbriata
Portia fimbriata är en spindelart som först beskrevs av Carl Ludwig Doleschall 1859.  Portia fimbriata ingår i släktet Portia och familjen hoppspindlar. Inga underarter finns listade i Catalogue of Life.